# Schneider CPC-464
Schneider CPC-464 (CPC-464) је кућни рачунар, производ фирме Schneider који је почео да се израђује у Њемачкој током 1985. године.
Користио је Zilog Z80 као централни микропроцесор а RAM меморија рачунара CPC-464 је имала капацитет од 64 kb (42 kb остављено за корисника). 
Као оперативни систем кориштен је AMSDOS или CP/M.

## Детаљни подаци
Детаљнији подаци о рачунару CPC-464 су дати у табели испод.
|                       |                                          |
| [ 1 ]                 |                                          |
| Произвођач            |                                          |
| Тип                   | кућни рачунар                            |
| Меморија              | 64 (42 kb остављено за корисника)        |
| Поријекло             | Њемачка                                  |
| Година                | 1985                                     |
| Тастатура             | QWERTY механичка тастатура               |
| Процесор              |                                          |
| Фреквенција процесора | 4                                        |
| RAM                   | 64 (42 kb остављено за корисника)        |
| ROM                   | 32                                       |
| Текст                 | 20 x 25 са 16 боја                       |
| Графика               | 160 x 200 са 16 боја                     |
| Боја                  | 27                                       |
| Звук                  | 3 канала, 8 октава                       |
| Димензије             | 50 (ширина) x 18 (дубина) x 5 (висина) . |
| Портови               |                                          |
| Оперативни систем     |                                          |